# حمام قطيفي قلابي
الحمام القطيفي  هو أحد أنواع الحمام المشهورة في المملكة العربية السعودية والتي تصنف من فئة الحمام الطيار القلابي، ومن أشهر أنواع القلاب الغرانيق ومن اكثرها شهره حاليا غرانيق الزعيم الموجوده في مكة المكرمة لدي عبد الوهاب الحربي.

## الهواية

### تاريخ الهواية
تشير بعض المصادر إلى أن العثمانين نقلوا هذه الهواية إلى البلدان العربية وكان دخول هذه الهواية إلى المملكة العربية السعودية عن طريق مدينة الزبير جنوب العراق قبل عشرات السنين، وقد مرة هذه الهواية بعدة مراحل وعدد من المربين والذين كان لهم الأثر البالغ والكبير في تطويرها وكذلك في أستمرارها للأجيال اللاحقة.

### صاحب الهواية
يسمى ممارس هواية تطيير الحمام بالمطيرجي وجمعها مطيرجية وهذا المصطلح متعارف عليه بين الهواة، فيقال فلان مطيرجي ناجح ومتميز.

### أهداف الهواية
يسعى الهاوي (المطيرجي) للحصول على حمام متميز في الطيران ويكون الحكم على جودة الحمام من خلال كثرة الحركات البهلوانية والشقلبات وقوة صوتها وكذلك مدة طيرانه وأرتفاعه عن سطح الأرض وخلوه من العيوب المعروفة لدى الهواة أنفسهم مثل:
1. العربدة.
2. الدبلة.
3. الغرفة وغيرها الكثير.

## السلالات
ينحدر معظم هذا النوع من الحمام لسلالات (ترث وعروق) محفوظة لدى المربين والمهتمين بها فيقال هذه من الترثة الفلانية والترث الفلانية تتميز بكذا وكذا، وهو حال الحيوانات المقربة للأنسان كالخيول والإبل وحتى الكلاب والقطط، فيسعى لتحيسنها من خلال عملية التزاوج بينهما وحفظ ما أنتجته هذه العملية.
ولعل من أشهر هذه الترث (السلالات) هي:
1. الهجارس.
2. النمش.
3. الفرايده.
4.المخايطه
5-الفراشات
وغيرها والمعروفة لدى المختصين ولا يمكنني حصرها خصوصاً إذا أدخلنا الترث الحديثة؛ الجدير بالذكر أن بعض الهواة يقوم باستخراج ترثه (سلالة) خاصه به ولكن هذه العملية شاقه ومكلفة للوقت والجهد وغير مضمونة النتائج.

## الألوان
الحمام القطيفي مثله مثل أنواع الحمام المختلفة الأخرى، فيه تنوع وتعدد من الألوان وتمازج في بعضها الأخر وإليك بعضاً منها
1. السود.
2. الغرانيق.
3. الزرق.
4. الحرق.
5. النمش.
6. الخنابي.
7. المخابيز.
8. الدرع.
9. الخرش.
10. المكاتيف.
أما لون عينيه فهو ينحصر فقط في اللون الأسود أو الحمر ((ليس الأحمر القاني أو الفاقع وأينما هو قريب إلى الأخضر))
وليس للعيون البيضاء أي علاقة بالحمام القطيفي أو غيرها من الالون.

## الحجم
يعتبر هذا النوع من الأنواع المتوسطة الحجم فهو أصغر من الحمام الزاجل والحمام المصري والحمام الشيرازي وأكبر من الحمام الكوري والصيني.
وبشكلاً أدق فحجمه يماثل حجم الحمام البلدي (السوادي) وحمام اللوت وكذلك الكويتي والهندي.

## أخطاء شائعة وخلط في الحمام القطيفي
يخطئ كثير من الكتاب وحتى بعض المختصين للأسف الشديد في التفريق بين الحمام القطيفي والحمام اللوات ويعتقد بأنه نوع واحد ولكن بمسميين مختلفين، والحقيقة أنه نوع مستقل عن الأخر وإليك بعض الأختلافات بينهما وهنا سأذكر ما يتميز به القطيفي عن اللوت.
1. شكل القلبة رأسي.
2. مدة طيرانه طويلة وتتجاوز ثلاث ساعات.
3. طيرانه في الهواء الساكن أو القليل الحركة.
4. يصل إلى أرتفاعات شاهقة جداً.
5. طيرانه أغلب أيام السنة.
6. سعره منخفض نسبياً ومتاح.
7. يتركز في المملكة العربية السعودية بالذات.
أما حمام اللوت:
1. شكل القلبة مع أو عكس عقارب الساعة.
2. مدة الطيران لا تتجاوز النصف الساعة.
3. طيرانه في الهواء المتحرك والشديد.
4. يصل إلى أرتفاعات متوسطة.
5. طيرانه بشكل موسمي.
6. سعره يتجاوز عشرات الأولوف وحتى المئات في السلالات النادرة.
7. يتركز في الكويت والبحرين.
ومن المهم التنويه إلى أنه لا يقبل وغير مستساغ أبد عمليه التزاوج بينهما، لانه ما يعتبر عيباً في طرف قد يعتبر ميزة في الطرف الأخر.